# Tour de Thuringe féminin 2009
La 22e édition du Tour de Thuringe féminin a eu lieu du 21 juillet 2009 au 26 juillet 2009. La course fait partie du calendrier UCI féminin en catégorie 2.1. Il part d'Altenbourg et se conclut à Greiz. Linda Villumsen remporte la course devant Marianne Vos et Susanne Ljungskog. Tina Liebig gagne le classement de la montagne. Marianne Vos celui des sprints et de la meilleure jeune. 

## Présentation

### Parcours
Cette édition se déroule en six étapes. La première étape est plate et courue autour d'Altenbourg. La deuxième autour de Gera. La troisième, plus vallonnée, se dispute autour de Schleiz. Un contre-la-montre individuel a ensuite lieu à Triebes. Il escalade la côte de Dörtendorf plus connu sous le nom Hankaberg. La cinquième étape se court à Schmölln. Enfin la dernière étape à Greiz.

### Équipes
L'épreuve accueille quatorze équipes UCI, et deux sélections nationales.
| Équipes UCI               | Équipes UCI | Équipes UCI |
| Nom de l'équipe           | Pays        | Code        |
| ------------------------- | ----------- | ----------- |
| Bigla                     |             | BCT         |
| Cervélo TestTeam Women    |             | CWT         |
| CMAX Dila                 |             | DGC         |
| Columbia-HTC Women        |             | TCW         |
| DSB Bank-Nederland Bloeit |             | ARC         |
| Flexpoint                 |             | FLX         |
| Gauss-RDZ-Ormu-Colnago    |             | GAU         |
| MTN Energade              |             | MTW         |
| Nürnberger Versicherung   |             | NUR         |
| Red Sun                   |             | RSC         |
| Safi-Pasta Zara-Titanedi  |             | SAF         |
| Selle Italie-Ghezzi       |             | MSI         |
| Uniqa-Elk                 |             | KSK         |
| Vision 1                  |             | VOR         |

| Sélections nationales            | Sélections nationales | Sélections nationales |
| Nom de l'équipe                  | Pays                  | Code                  |
| -------------------------------- | --------------------- | --------------------- |
| Sélection nationale d'Allemagne  |                       |                       |
| Sélection nationale des Pays-Bas |                       |                       |

### Partenaires
Le maillot de la leader du classement général est parrainé par la banque Sparkasse. L'office de tourisme du Land de Thuringe est partenaire du maillot de meilleure grimpeuse. Le classement des sprints est soutenu par Altenbürger. Le journal OTZ parraine le maillot de la meilleure jeune.

## Étapes
| Étape     | Date      | Villes étapes           | type                        | Distance (km) | Vainqueur d'étape | Leader du classement général |
| --------- | --------- | ----------------------- | --------------------------- | ------------- | ----------------- | ---------------------------- |
| 1re étape | 21 juill. | Altenbourg – Altenbourg | étape de plaine             | 78            | Marianne Vos      | Marianne Vos                 |
| 2e étape  | 22 juill. | Gera – Gera             | étape vallonnée             | 129,9         | Charlotte Becker  | Luisa Tamanini               |
| 3e étape  | 23 juill. | Schleiz – Schleiz       | étape vallonnée             | 127,2         | Linda Villumsen   | Linda Villumsen              |
| 4e étape  | 24 juill. | Triebes – Triebes       | contre-la-montre individuel | 23,1          | Christiane Soeder | Linda Villumsen              |
| 5e étape  | 25 juill. | Schmölln – Schmölln     | étape vallonnée             | 114,5         | Emma Johansson    | Linda Villumsen              |
| 6e étape  | 26 juill. | Greiz – Greiz           | étape vallonnée             | 116,3         | Fabiana Luperini  | Linda Villumsen              |

## Déroulement de la course

### 1reétape
Marianne Vos profite du dernier prix de la montagne pour s'échapper avec d'autres coureuses. Elle remporte le sprint et devient la première leader de l'épreuve.
| Classement de l'étape | Classement de l'étape | Classement de l'étape | Classement de l'étape            | Classement de l'étape |
|                       | Coureur               | Pays                  | Équipe                           | Temps                 |
| --------------------- | --------------------- | --------------------- | -------------------------------- | --------------------- |
| 1er                   | Marianne Vos          | Pays-Bas              | DSB Bank-Nederland Bloeit        | en 1 h 59 min 44 s    |
| 2e                    | Emma Johansson        | Suède                 | Red Sun                          | m.t.                  |
| 3e                    | Rasa Leleivytė        | Lituanie              | Safi-Pasta Zara-Titanedi         | m.t.                  |
| 4e                    | Ellen van Dijk        | Pays-Bas              | Columbia-HTC Women               | m.t.                  |
| 5e                    | Sarah Düster          | Allemagne             | Cervélo TestTeam Women           | m.t.                  |
| 6e                    | Trixi Worrack         | Allemagne             | Nürnberger Versicherung          | +3 s                  |
| 7e                    | Tania Belvederesi     | Italie                | Gauss-RDZ-Ormu-Colnago           | +3 s                  |
| 8e                    | Linda Villumsen       | Danemark              | Columbia-HTC Women               | +5 s                  |
| 9e                    | Andrea Bosman         | Pays-Bas              | Sélection nationale néerlandaise | +9 s                  |
| 10e                   | Eleonora Patuzzo      | Italie                | Safi-Pasta Zara-Titanedi         | +9 s                  |
| modifier              |                       |                       |                                  |                       |

| Classement général | Classement général | Classement général | Classement général        | Classement général |
|                    | Coureur            | Pays               | Équipe                    | Temps              |
| ------------------ | ------------------ | ------------------ | ------------------------- | ------------------ |
| 1er                | Marianne Vos       | Pays-Bas           | DSB Bank-Nederland Bloeit | en 1 h 59 min 32 s |
| 2e                 | Emma Johansson     | Suède              | Red Sun                   | +6 s               |
| 3e                 | Sarah Düster       | Allemagne          | Cervélo TestTeam Women    | +7 s               |
| 4e                 | Rasa Leleivytė     | Lituanie           | Safi-Pasta Zara-Titanedi  | +8 s               |
| 5e                 | Ellen van Dijk     | Pays-Bas           | Columbia-HTC Women        | +12 s              |
| 6e                 | Trixi Worrack      | Allemagne          | Nürnberger Versicherung   | +13 s              |
| 7e                 | Tania Belvederesi  | Italie             | Gauss-RDZ-Ormu-Colnago    | +16 s              |
| 8e                 | Linda Villumsen    | Danemark           | Columbia-HTC Women        | +16 s              |
| 9e                 | Noemi Cantele      | Italie             | Bigla                     | +17 s              |
| 10e                | Monica Holler      | Suède              | Bigla                     | +19 s              |
| modifier           |                    |                    |                           |                    |

### 2eétape
À mi-parcours, une échappée de neuf coureuses se forme. Elle est rapidement reprise. À environ quarante kilomètres de l'arrivée, un second groupe de sept athlètes prend le large. Il comprend Luise Keller, Charlotte Becker, Tina Liebig, Noemi Cantele, Luisa Tamanini, Marieke van Wanroij et Fabiana Luperini et compte jusqu'à trois minutes d'avance. La chasse du peloton est ralentie par un passage à niveau. À dix kilomètres de l'arrivée, Charlotte Becker et Luisa Tamanini se détachent. Elles se disputenz la victoire au sprint et l'Allemande se montre plus rapide. C'est l'Italienne toutefois qui endosse le maillot jaune. Les autres échappées sont reprises et Marianne Vos prend la troisième place de l'étape.
| Classement de l'étape | Classement de l'étape | Classement de l'étape | Classement de l'étape            | Classement de l'étape |
|                       | Coureur               | Pays                  | Équipe                           | Temps                 |
| --------------------- | --------------------- | --------------------- | -------------------------------- | --------------------- |
| 1er                   | Charlotte Becker      | Allemagne             | Nürnberger Versicherung          | en 3 h 28 min 54 s    |
| 2e                    | Luisa Tamanini        | Italie                | Selle Italie-Ghezzi              | m.t.                  |
| 3e                    | Marianne Vos          | Pays-Bas              | DSB Bank-Nederland Bloeit        | +46 s                 |
| 4e                    | Andrea Bosman         | Pays-Bas              | Sélection nationale néerlandaise | +47 s                 |
| 5e                    | Rasa Leleivytė        | Lituanie              | Safi-Pasta Zara-Titanedi         | +47 s                 |
| 6e                    | Alyona Andruk         | Ukraine               | Safi-Pasta Zara-Titanedi         | +47 s                 |
| 7e                    | Emma Johansson        | Suède                 | Red Sun                          | +47 s                 |
| 8e                    | Trixi Worrack         | Allemagne             | Nürnberger Versicherung          | +47 s                 |
| 9e                    | Linda Villumsen       | Danemark              | Columbia-HTC Women               | +47 s                 |
| 10e                   | Martine Bras          | Pays-Bas              | Selle Italie-Ghezzi              | +47 s                 |
| modifier              |                       |                       |                                  |                       |

| Classement général | Classement général | Classement général | Classement général        | Classement général |
|                    | Coureur            | Pays               | Équipe                    | Temps              |
| ------------------ | ------------------ | ------------------ | ------------------------- | ------------------ |
| 1er                | Luisa Tamanini     | Italie             | Selle Italie-Ghezzi       |                    |
| 2e                 | Charlotte Becker   | Allemagne          | Nürnberger Versicherung   | +2 s               |
| 3e                 | Marianne Vos       | Pays-Bas           | DSB Bank-Nederland Bloeit | +23 s              |
| 4e                 | Sarah Düster       | Allemagne          | Cervélo TestTeam Women    | +38 s              |
| 5e                 | Emma Johansson     | Suède              | Red Sun                   | +40 s              |
| 6e                 | Rasa Leleivytė     | Lituanie           | Safi-Pasta Zara-Titanedi  | +42 s              |
| 7e                 | Trixi Worrack      | Allemagne          | Nürnberger Versicherung   | +46 s              |
| 8e                 | Tania Belvederesi  | Italie             | Gauss-RDZ-Ormu-Colnago    | +49 s              |
| 9e                 | Noemi Cantele      | Italie             | Bigla                     | +50 s              |
| 10e                | Linda Villumsen    | Danemark           | Columbia-HTC Women        | +51 s              |
| modifier           |                    |                    |                           |                    |

### 3eétape
Sur une étape très pluvieuse, Linda Villumsen attaque seule à trente-cinq kilomètres de l'arrivée. Elle est reprise dans un premier temps par le peloton mais repart immédiatement après. Bien que les équipes Nürnberger Versicherung et DSB Bank-Nederland Bloeit chassent, elle s'impose en solitaire et prend la tête du classement général. Dans les derniers kilomètres, Sarah Düster s'extirpe du peloton. Le sprint de celui-ci est remporté par Eva Lechner.
| Classement de l'étape | Classement de l'étape | Classement de l'étape | Classement de l'étape     | Classement de l'étape |
|                       | Coureur               | Pays                  | Équipe                    | Temps                 |
| --------------------- | --------------------- | --------------------- | ------------------------- | --------------------- |
| 1er                   | Linda Villumsen       | Danemark              | Columbia-HTC Women        | en 3 h 34 min 43 s    |
| 2e                    | Sarah Düster          | Allemagne             | Cervélo TestTeam Women    | +1 min 22 s           |
| 3e                    | Eva Lechner           | Italie                | Gauss-RDZ-Ormu-Colnago    | +1 min 36 s           |
| 4e                    | Vicki Whitelaw        | Australie             | Vision 1                  | +1 min 36 s           |
| 5e                    | Rasa Leleivytė        | Lituanie              | Safi-Pasta Zara-Titanedi  | +1 min 36 s           |
| 6e                    | Marianne Vos          | Pays-Bas              | DSB Bank-Nederland Bloeit | +1 min 36 s           |
| 7e                    | Emma Johansson        | Suède                 | Red Sun                   | +1 min 36 s           |
| 8e                    | Alyona Andruk         | Ukraine               | Safi-Pasta Zara-Titanedi  | +1 min 39 s           |
| 9e                    | Inga Cilvinaite       | Lituanie              | Safi-Pasta Zara-Titanedi  | +1 min 39 s           |
| 10e                   | Susanne Ljungskog     | Suède                 | Flexpoint                 | +1 min 39 s           |
| modifier              |                       |                       |                           |                       |

| Classement général | Classement général | Classement général | Classement général        | Classement général |
|                    | Coureur            | Pays               | Équipe                    | Temps              |
| ------------------ | ------------------ | ------------------ | ------------------------- | ------------------ |
| 1er                | Linda Villumsen    | Danemark           | Columbia-HTC Women        | en 9 h 3 min 50 s  |
| 2e                 | Sarah Düster       | Allemagne          | Cervélo TestTeam Women    | +1 min 14 s        |
| 3e                 | Marianne Vos       | Pays-Bas           | DSB Bank-Nederland Bloeit | +1 min 17 s        |
| 4e                 | Emma Johansson     | Suède              | Red Sun                   | +1 min 38 s        |
| 5e                 | Rasa Leleivytė     | Lituanie           | Safi-Pasta Zara-Titanedi  | +1 min 40 s        |
| 6e                 | Trixi Worrack      | Allemagne          | Nürnberger Versicherung   | +1 min 47 s        |
| 7e                 | Eva Lechner        | Italie             | Gauss-RDZ-Ormu-Colnago    | +1 min 49 s        |
| 8e                 | Vicki Whitelaw     | Australie          | Vision 1                  | +1 min 53 s        |
| 9e                 | Alyona Andruk      | Ukraine            | Safi-Pasta Zara-Titanedi  | +1 min 56 s        |
| 10e                | Inga Cilvinaite    | Lituanie           | Safi-Pasta Zara-Titanedi  | +1 min 56 s        |
| modifier           |                    |                    |                           |                    |

### 4eétape
Christiane Soeder remporte le contre-la-montre individuel qui escalade la côte de Dörtendorf. Elle est suivie par Trixi Worrack.
| Classement de l'étape | Classement de l'étape | Classement de l'étape | Classement de l'étape     | Classement de l'étape |
|                       | Coureur               | Pays                  | Équipe                    | Temps                 |
| --------------------- | --------------------- | --------------------- | ------------------------- | --------------------- |
| 1er                   | Christiane Soeder     | Autriche              | Cervélo TestTeam Women    | en 34 min 10 s        |
| 2e                    | Trixi Worrack         | Allemagne             | Nürnberger Versicherung   | +5 s                  |
| 3e                    | Marianne Vos          | Pays-Bas              | DSB Bank-Nederland Bloeit | +35 s                 |
| 4e                    | Susanne Ljungskog     | Suède                 | Flexpoint                 | +52 s                 |
| 5e                    | Linda Villumsen       | Danemark              | Columbia-HTC Women        | +59 s                 |
| 6e                    | Tatiana Antoshina     | Russie                | Gauss-RDZ-Ormu-Colnago    | +1 min 1 s            |
| 7e                    | Nicole Brändli        | Suisse                | Bigla                     | +1 min 11 s           |
| 8e                    | Vicki Whitelaw        | Australie             | Vision 1                  | +1 min 17 s           |
| 9e                    | Karin Thürig          | Suisse                | Bigla                     | +1 min 40 s           |
| 10e                   | Mirjam Melchers       | Pays-Bas              | Flexpoint                 | +1 min 54 s           |
| modifier              |                       |                       |                           |                       |

| Classement général | Classement général | Classement général | Classement général        | Classement général |
|                    | Coureur            | Pays               | Équipe                    | Temps              |
| ------------------ | ------------------ | ------------------ | ------------------------- | ------------------ |
| 1er                | Linda Villumsen    | Danemark           | Columbia-HTC Women        | en 9 h 38 min 59 s |
| 2e                 | Trixi Worrack      | Allemagne          | Nürnberger Versicherung   | +53 s              |
| 3e                 | Marianne Vos       | Pays-Bas           | DSB Bank-Nederland Bloeit | +53 s              |
| 4e                 | Christiane Soeder  | Autriche           | Cervélo TestTeam Women    | +1 min 12 s        |
| 5e                 | Susanne Ljungskog  | Suède              | Flexpoint                 | +1 min 49 s        |
| 6e                 | Vicki Whitelaw     | Australie          | Vision 1                  | +2 min 11 s        |
| 7e                 | Sarah Düster       | Allemagne          | Cervélo TestTeam Women    | +2 min 15 s        |
| 8e                 | Nicole Brändli     | Suisse             | Bigla                     | +2 min 23 s        |
| 9e                 | Emma Johansson     | Suède              | Red Sun                   | +2 min 37 s        |
| 10e                | Noemi Cantele      | Italie             | Bigla                     | +3 min 1 s         |
| modifier           |                    |                    |                           |                    |

### 5eétape
La pluie accompagne la cinquième étape. Le parcours réalise une sélection parmi les coureuses. Elles ne plus que vingt quand Emma Johansson attaque avec Susanne Ljungskog à douze kilomètres de l'arrivée. Les deux femmes coopère jusqu'au bout. La première se montre plus rapide au sprint et remporte la victoire.
| Classement de l'étape | Classement de l'étape | Classement de l'étape | Classement de l'étape            | Classement de l'étape |
|                       | Coureur               | Pays                  | Équipe                           | Temps                 |
| --------------------- | --------------------- | --------------------- | -------------------------------- | --------------------- |
| 1er                   | Emma Johansson        | Suède                 | Red Sun                          | en 3 h 9 min 17 s     |
| 2e                    | Susanne Ljungskog     | Suède                 | Flexpoint                        | +2 s                  |
| 3e                    | Sarah Düster          | Allemagne             | Cervélo TestTeam Women           | +30 s                 |
| 4e                    | Marianne Vos          | Pays-Bas              | DSB Bank-Nederland Bloeit        | +54 s                 |
| 5e                    | Trixi Worrack         | Allemagne             | Nürnberger Versicherung          | +57 s                 |
| 6e                    | Linda Villumsen       | Danemark              | Columbia-HTC Women               | +1 min 5 s            |
| 7e                    | Andrea Bosman         | Pays-Bas              | Sélection nationale néerlandaise | +1 min 8 s            |
| 8e                    | Nicole Brändli        | Suisse                | Bigla                            | +1 min 8 s            |
| 9e                    | Fabiana Luperini      | Italie                | Selle Italia Ghezzi              | +1 min 16 s           |
| 10e                   | Noemi Cantele         | Italie                | Bigla                            | +2 min 10 s           |
| modifier              |                       |                       |                                  |                       |

| Classement général | Classement général | Classement général | Classement général        | Classement général  |
|                    | Coureur            | Pays               | Équipe                    | Temps               |
| ------------------ | ------------------ | ------------------ | ------------------------- | ------------------- |
| 1er                | Linda Villumsen    | Danemark           | Columbia-HTC Women        | en 12 h 49 min 21 s |
| 2e                 | Marianne Vos       | Pays-Bas           | DSB Bank-Nederland Bloeit | +33 s               |
| 3e                 | Susanne Ljungskog  | Suède              | Flexpoint                 | +40 s               |
| 4e                 | Trixi Worrack      | Allemagne          | Nürnberger Versicherung   | +45 s               |
| 5e                 | Emma Johansson     | Suède              | Red Sun                   | +1 min 22 s         |
| 6e                 | Sarah Düster       | Allemagne          | Cervélo TestTeam Women    | +1 min 34 s         |
| 7e                 | Nicole Brändli     | Suisse             | Bigla                     | +2 min 26 s         |
| 8e                 | Christiane Soeder  | Autriche           | Cervélo TestTeam Women    | +2 min 45 s         |
| 9e                 | Vicki Whitelaw     | Australie          | Vision 1                  | +3 min 35 s         |
| 10e                | Noemi Cantele      | Italie             | Bigla                     | +4 min 5 s          |
| modifier           |                    |                    |                           |                     |

### 6eétape
Un groupe de cinq coureuses s'échappe durant l'étape. Fabiana Luperini domine ses compagnonnes dans le final et gagne l'étape. Les leaders du classeement général se neutralisent, celui-ci reste donc inchangé.
| Classement de l'étape | Classement de l'étape | Classement de l'étape | Classement de l'étape     | Classement de l'étape |
|                       | Coureur               | Pays                  | Équipe                    | Temps                 |
| --------------------- | --------------------- | --------------------- | ------------------------- | --------------------- |
| 1er                   | Fabiana Luperini      | Italie                | Selle Italia Ghezzi       | en 3 h 23 min 59 s    |
| 2e                    | Monica Holler         | Suisse                | Bigla                     | +9 s                  |
| 3e                    | Petra Dijkman         | Pays-Bas              | Red Sun                   | +17 s                 |
| 4e                    | Charlotte Becker      | Allemagne             | Nürnberger Versicherung   | +38 s                 |
| 5e                    | Karin Thürig          | Suisse                | Bigla                     | +42 s                 |
| 6e                    | Eleonora Suelotto     | Italie                | Gauss-RDZ-Ormu-Colnago    | +3 min 17 s           |
| 7e                    | Tina Liebig           | Allemagne             | DSB Bank-Nederland Bloeit | +3 min 17 s           |
| 8e                    | Émilie Aubry          | Suisse                | Bigla                     | +3 min 17 s           |
| 9e                    | Carla Swart           | Afrique du Sud        | MTN Energade              | +3 min 17 s           |
| 10e                   | Svetlana Pauliukaite  | Lituanie              | Safi-Pasta Zara-Titanedi  | +3 min 19 s           |
| modifier              |                       |                       |                           |                       |

## Classements finals

### Classement général final
| Classement général final | Classement général final | Classement général final | Classement général final  | Classement général final |
|                          | Coureur                  | Pays                     | Équipe                    | Temps                    |
| ------------------------ | ------------------------ | ------------------------ | ------------------------- | ------------------------ |
| 1er                      | Linda Villumsen          | Danemark                 | Columbia-HTC Women        | en 12 h 49 min 21 s      |
| 2e                       | Marianne Vos             | Pays-Bas                 | DSB Bank-Nederland Bloeit | +33 s                    |
| 3e                       | Susanne Ljungskog        | Suède                    | Flexpoint                 | +40 s                    |
| 4e                       | Trixi Worrack            | Allemagne                | Nürnberger Versicherung   | +48 s                    |
| 5e                       | Emma Johansson           | Suède                    | Red Sun                   | +1 min 22 s              |
| 6e                       | Sarah Düster             | Allemagne                | Cervélo TestTeam Women    | +1 min 34 s              |
| 7e                       | Petra Dijkman            | Pays-Bas                 | Red Sun                   | +2 min 2 s               |
| 8e                       | Nicole Brändli           | Suisse                   | Bigla                     | +2 min 29 s              |
| 9e                       | Christiane Soeder        | Autriche                 | Cervélo TestTeam Women    | +2 min 45 s              |
| 10e                      | Vicki Whitelaw           | Australie                | Vision 1                  | +2 min 45 s              |
| modifier                 |                          |                          |                           |                          |

### Classements annexes

#### Classement des sprints
| Classement des sprints | Classement des sprints | Classement des sprints | Classement des sprints    | Classement des sprints |
| ---------------------- | ---------------------- | ---------------------- | ------------------------- | ---------------------- |
|                        | Coureur                | Pays                   | Équipe                    | Point(s)               |
| 1er                    | Marianne Vos           | Pays-Bas               | DSB Bank-Nederland Bloeit | 25 points              |
| 2e                     | Sarah Düster           | Allemagne              | Safi-Pasta Zara-Titanedi  | 15 pts                 |
| 3e                     | Monica Holler          | Suisse                 | Bigla                     | 12 pts                 |
| modifier               |                        |                        |                           |                        |

#### Classement de la meilleure grimpeuse
| Classement de la meilleure grimpeuse | Classement de la meilleure grimpeuse | Classement de la meilleure grimpeuse | Classement de la meilleure grimpeuse | Classement de la meilleure grimpeuse |
| ------------------------------------ | ------------------------------------ | ------------------------------------ | ------------------------------------ | ------------------------------------ |
|                                      | Coureur                              | Pays                                 | Équipe                               | Point(s)                             |
| 1er                                  | Tina Liebig                          | Allemagne                            | DSB Bank-Nederland Bloeit            | 37 points                            |
| 2e                                   | Petra Dijkman                        | Pays-Bas                             | Red Sun                              | 20 pts                               |
| 3e                                   | Fabiana Luperini                     | Italie                               | Selle Italia Ghezzi                  | 15 pts                               |
| modifier                             |                                      |                                      |                                      |                                      |

#### Classement de la meilleure jeune
| Classement de la meilleure jeune | Classement de la meilleure jeune | Classement de la meilleure jeune | Classement de la meilleure jeune | Classement de la meilleure jeune |
|                                  | Coureur                          | Pays                             | Équipe                           | Temps                            |
| -------------------------------- | -------------------------------- | -------------------------------- | -------------------------------- | -------------------------------- |
| 1er                              | Marianne Vos                     | Pays-Bas                         | DSB Bank-Nederland Bloeit        | en 16 h 19 min 20 s              |
| 2e                               | Alyona Andruk                    | Ukraine                          | Safi-Pasta Zara-Titanedi         | +4 min 52 s                      |
| 3e                               | Eleonora Patuzzo                 | Italie                           | Safi-Pasta Zara-Titanedi         | +8 min 39 s                      |
| modifier                         |                                  |                                  |                                  |                                  |

## Points UCI
| Position           | 1er | 2e | 3e | 4e | 5e | 6e | 7e | 8e | 9e | 10e | 11e | 12e |
| Classement général | 80  | 56 | 32 | 24 | 20 | 16 | 12 | 8  | 7  | 6   | 5   | 3   |
| Par étape          | 16  | 11 | 6  | 5  | 4  | 2  |    |    |    |     |     |     |
| Leader, par étape  | 8   |    |    |    |    |    |    |    |    |     |     |     |

## Évolution des classements
| Étape            | Vainqueur         | Classement général | Classement des sprints | Classement de la montagne | Classement de la meilleure jeune |
| ---------------- | ----------------- | ------------------ | ---------------------- | ------------------------- | -------------------------------- |
| 1re              | Marianne Vos      | Marianne Vos       | ?                      | ?                         | Marianne Vos                     |
| 2e               | Charlotte Becker  | Luisa Tamanini     | ?                      | ?                         | Marianne Vos                     |
| 3e               | Linda Villumsen   | Linda Villumsen    | ?                      | ?                         | Marianne Vos                     |
| 4e               | Christiane Soeder | Linda Villumsen    | ?                      | ?                         | Marianne Vos                     |
| 5e               | Emma Johansson    | Linda Villumsen    | ?                      | ?                         | Marianne Vos                     |
| 6e               | Fabiana Luperini  | Linda Villumsen    | Marianne Vos           | Tina Liebig               | Marianne Vos                     |
| Classement final | Classement final  | Linda Villumsen    | Marianne Vos           | Tina Liebig               | Marianne Vos                     |

## Liste des participantes
Les numéros de dossard et ordre des équipes n'est pas connu. Source.
| Légende                             | Légende | Légende                                | Légende                                                                                              |
| ----------------------------------- | --- | -------------------------------------- | --- |
| Num                                 | Dossard de départ porté par la coureuse sur ce Tour de Thuringe féminin                                       | Pos                                    | Position finale au classement général                                                                |
| Leader du classement général        | Indique la vainqueur du classement général                                                                    | Leader du classement des sprints       | Indique la vainqueur du classement des sprints                                                       |
| Leader du classement de la montagne | Indique la vainqueur du classement de la montagne                                                             | Leader du classement du meilleur jeune | Indique la vainqueur du classement de la meilleure jeune                                             |
|                                     | Indique la vainqueur de la coureuse la plus active                                                            | Leader du classement par points        | Indique la vainqueur du classement de la meilleure allemande                                         |
|                                     | Indique un maillot de champion national ou mondial, suivi de sa spécialité                                    | #                                      | Indique la meilleure équipe                                                                          |
| NP                                  | Indique une coureuse qui n'a pas pris le départ d'une étape, suivi du numéro de l'étape où elle s'est retirée | AB                                     | Indique une coureuse qui n'a pas terminé une étape, suivi du numéro de l'étape où elle s'est retirée |
| HD                                  | Indique une coureuse qui a terminé une étape hors des délais, suivi du numéro de l'étape                      | *                                      | Indique une coureuse en lice pour le classement de la meilleure jeune (coureuses nées après le )     |

| Columbia-HTC Women TCW            | Columbia-HTC Women TCW          | Columbia-HTC Women TCW |
| --------------------------------- | ------------------------------- | ---------------------- |
| Num                               | Coureur                         | Pos                    |
|                                   | Linda Melanie Villumsen ( DEN ) | 1re                    |
|                                   | Kimberly Anderson ( USA)        | 14e                    |
|                                   | Mara Abbott (USA)               | 34e                    |
|                                   | Luise Keller (GER)              | 35e                    |
|                                   | Ellen van Dijk (NED)            | AB-6                   |
|                                   | Emilia Fahlin (SWE)             | AB-1                   |
| Directeur sportif : Petra Rossner |                                 |                        |

| DSB Bank-Nederland Bloeit ARC | DSB Bank-Nederland Bloeit ARC | DSB Bank-Nederland Bloeit ARC |
| ----------------------------- | ----------------------------- | ----------------------------- |
| Num                           | Coureur                       | Pos                           |
|                               | Marianne Vos ( NED )          | 2e                            |
|                               | Tina Liebig ( GER)            | 17e                           |
|                               | Marieke van Wanroij ( NED)    | 30e                           |
|                               | Angela Hennig ( GER)          | 32e                           |
|                               | Noortje Tabak ( NED)          | 44e                           |
|                               | Elke Gebhardt ( GER)          | AB-5                          |

| Cervélo TestTeam Women CWT | Cervélo TestTeam Women CWT | Cervélo TestTeam Women CWT |
| -------------------------- | -------------------------- | -------------------------- |
| Num                        | Coureur                    | Pos                        |
|                            | Sarah Düster (GER)         | 6e                         |
|                            | Christiane Soeder (AUT)    | 9e                         |
|                            | Pascale Schnider (SUI)     | 53e                        |
|                            | Regina Bruins (NED)        | AB-5                       |
|                            | Carla Ryan (AUS)           | AB-5                       |

| Flexpoint FLX | Flexpoint FLX              | Flexpoint FLX |
| ------------- | -------------------------- | ------------- |
| Num           | Coureur                    | Pos           |
|               | Susanne Ljungskog (SWE)    | 3e            |
|               | Mirjam Melchers (NED)      | 19e           |
|               | Anna van der Breggen (NED) | 49e           |
|               | Iris Slappendel (NED)      | NP-5          |
|               | Loes Markerink (NED)       | AB-2          |

| Nürnberger Versicherung NUR | Nürnberger Versicherung NUR | Nürnberger Versicherung NUR |
| --------------------------- | --------------------------- | --------------------------- |
| Num                         | Coureur                     | Pos                         |
|                             | Trixi Worrack (GBR)         | 4e                          |
|                             | Charlotte Becker (GER)      | 25e                         |
|                             | Suzanne De Goede (NED)      | 12e                         |
|                             | Bianca Purath-Knöpfle (GER) | NP-5                        |
|                             | Eva Lutz (GER)              | 43e                         |
|                             | Madeleine Sandig (GER)      | AB-5                        |

| Selle Italie-Ghezzi MSI | Selle Italie-Ghezzi MSI    | Selle Italie-Ghezzi MSI |
| ----------------------- | -------------------------- | ----------------------- |
| Num                     | Coureur                    | Pos                     |
|                         | Fabiana Luperini ( ITA )   | 15e                     |
|                         | Luisa Tamanini ( ITA)      | 24e                     |
|                         | Lorena Foresi ( ITA)       | 45e                     |
|                         | Martine Bras ( NED)        | AB-5                    |
|                         | Agné Bagdonaviciute ( LTU) | AB-2                    |
|                         | Sabrina Zogli ( ITA)       | AB-2                    |

| Bigla BCT | Bigla BCT                    | Bigla BCT |
| --------- | ---------------------------- | --------- |
| Num       | Coureur                      | Pos       |
|           | Nicole Brändli (SUI)         | 8e        |
|           | Noemi Cantele (ITA)          | 11e       |
|           | Monica Holler (SWE)          | 38e       |
|           | Karin Thürig (SUI)           | 31e       |
|           | Modesta Vzesniauskaite (LTU) | 41e       |
|           | Émilie Aubry (SUI)           | 47e       |
|           | Betina Kuhn (SUI)            | AB-2      |

| Red Sun RSC | Red Sun RSC             | Red Sun RSC |
| ----------- | ----------------------- | ----------- |
| Num         | Coureur                 | Pos         |
|             | Emma Johansson (SWE)    | 5e          |
|             | Petra Dijkman (NED)     | 7e          |
|             | Mascha Pijnenborg (NED) | 22e         |
|             | Latoya Brulee (BEL)     | 48e         |
|             | Laure Werner (BEL)      | AB-2        |
|             | Inge Klep (NED)         | AB-2        |

| Vision 1 VOR | Vision 1 VOR            | Vision 1 VOR |
| ------------ | ----------------------- | ------------ |
| Num          | Coureur                 | Pos          |
|              | Nicole Cooke (GBR)      | AB-4         |
|              | Vicki Whitelaw (AUS)    | 10e          |
|              | Danielle King (GBR)     | 42e          |
|              | Aurore Verhoeven (FRA)  | AB-5         |
|              | Katie Curtis (GBR)      | AB-2         |
|              | Jacqueline Garner (GBR) | AB-2         |

| Safi-Pasta Zara-Titanedi SAF | Safi-Pasta Zara-Titanedi SAF | Safi-Pasta Zara-Titanedi SAF |
| ---------------------------- | ---------------------------- | ---------------------------- |
| Num                          | Coureur                      | Pos                          |
|                              | Alona Andruk* (UKR)          | 13e                          |
|                              | Inga Cilvinaite (LTU)        | 18e                          |
|                              | Eleonora Patuzzo* (ITA)      | 21e                          |
|                              | Svetlana Pauliukaite (LTU)   | 29e                          |
|                              | Rasa Leleivytė (LTU)         | 33e                          |
|                              | Marina Romoli (ITA)          | AB-1                         |

| Sélection nationale des Pays-Bas | Sélection nationale des Pays-Bas          | Sélection nationale des Pays-Bas |
| -------------------------------- | ----------------------------------------- | -------------------------------- |
| Num                              | Coureur                                   | Pos                              |
|                                  | Irene van den Broek (NED)                 | 16e                              |
|                                  | Andrea Bosman (NED)                       | 23e                              |
|                                  | Josien van Wingerden-van den Heerik (NED) | 40e                              |
|                                  | Marlijn Binnendijk (NED)                  | 52e                              |

| Sélection nationale d'Allemagne | Sélection nationale d'Allemagne | Sélection nationale d'Allemagne |
| ------------------------------- | ------------------------------- | ------------------------------- |
| Num                             | Coureur                         | Pos                             |
|                                 | Lina-Kristin Schink (GER)       | 36e                             |
|                                 | Virginia Hennig (GER)           | 46e                             |
|                                 | Sabrina Schweizer (GER)         | 54e                             |
|                                 | Martina Zwick (GER)             | 56e                             |
|                                 | Jana Schemmer (GER)             | 57e                             |
|                                 | Anna Bianca Schnitzmeier (GER)  | 58e                             |

| Gauss-RDZ-Ormu-Colnago GAU | Gauss-RDZ-Ormu-Colnago GAU | Gauss-RDZ-Ormu-Colnago GAU |
| -------------------------- | -------------------------- | -------------------------- |
| Num                        | Coureur                    | Pos                        |
|                            | Tatiana Antoshina (RUS)    | 26e                        |
|                            | Alice Donadoni* (ITA)      | 50e                        |
|                            | Eleonora Suelotto (ITA)    | 51e                        |
|                            | Tania Belvederesi (ITA)    | NP-3                       |
|                            | Eva Lechner (ITA)          | AB-5                       |
|                            | Martina Corazza (ITA)      | AB-3                       |

| MTN Energade MTW | MTN Energade MTW            | MTN Energade MTW |
| ---------------- | --------------------------- | ---------------- |
| Num              | Coureur                     | Pos              |
|                  | Carla Swart (RSA)           | 27e              |
|                  | Marissa van der Merwe (RSA) | 37e              |
|                  | Cashandra Slingerland (RSA) | AB-2             |
|                  | Chrissie Viljoen (RSA)      | AB-5             |

| Uniqa-Elk KSK | Uniqa-Elk KSK             | Uniqa-Elk KSK |
| ------------- | ------------------------- | ------------- |
| Num           | Coureur                   | Pos           |
|               | Martina Ruzickova (CZE)   | 28e           |
|               | Daniela Pintarelli (AUT)  | 39e           |
|               | Bernadette Schober (AUT)  | 55e           |
|               | Pelin Cizgin (AUT)        | AB-1          |
|               | Stefanie Degle (GER)      | AB-5          |
|               | Nathalie Lamborelle (LUX) | AB-5          |

| CMAX Dila DGC | CMAX Dila DGC                 | CMAX Dila DGC |
| ------------- | ----------------------------- | ------------- |
| Num           | Coureur                       | Pos           |
|               | Marta Vilajosana Andreu (ESP) | NP-5          |
|               | Silvia Tirado (ESP)           | AB-2          |
|               | Saneila Biagi (ESP)           | AB-2          |